# Rvssian
Tarik Luke Johnston (Kingston, Jamaica; 12 de abril de 1988), comúnmente conocido como Rvssian es un productor, DJ, y compositor jamaicano. Es el fundador de Head Concussion Records y Rich Inmigrants, compañías de producción musicales de dancehall, Reggaeton,y Trap, situada en Kingston, Jamaica.
Ha trabajado con artistas del género Latino como: Bad Bunny, Farruko, Nicky Jam, Arcángel, J. Balvin, Lary Over, Myke Towers, Rauw Alejandro, Anuel AA, Blessd, Tiago PZK.
Y también del género del  dancehall tales como; Konshens, Demarco, Tarrus Riley, Sean Paul, Shaggy, Gyptian, Dizee Rascal, Charly Black, y el polémico Vybz Kartel.
Rvssian subió a la popularidad poco después de producir "Life Sweet» de Vybz Kartel en 2010. Siguió con «Straight Jeans and Fitted" (una colaboración con Vybz Kartel, «Whine & Kotch" (Con Charly Black y J Capri) «Pull Up to Mi Bumper" (con Konshens y J Capri) y «Passion Whine" (Con Sean Paul y el artista puertorriqueño Farruko) el cual fue certificado platino por la Recording Industry Association of America (RIAA) por sus siglas en inglés el 3 de octubre de 2014.

## Primeros años
Rvssian amaba la música desde una temprana edad. Aprendió a tocar el piano y la batería de su padre Michael 'Micron' Johnston, el fundador de Micron Music Limited.
En diciembre de 2007, Rvssian decidió crear Head Concussion Records, un estudio de producción musical ubicado en Kingston, Jamaica.
Después de graduarse en Ardenne High School, Rvssian se matriculó en el Edna Manley College de Artes Visuales y Escénicas. Fue durante ese período que conoció a Vybz Kartel a través de sus compañeros productores Jordan McClure (Chimney Records) y Stephen Di Genius McGregor. En 2008, Rvssian creó su primera canción llamada "Liberty Riddim", que incluía "Ago Kill Me" de Konshens y "Nah Hold We Down" de Vybz Kartel.
Dos años más tarde, Rvssian produjo "Life Sweet" para Vybz Kartel. A medida que se hizo popular, Rvssian decidió abandonar el Edna Manley College de Artes Visuales y Escénicas para tratar de mejorar su reputación.

## Trabajando junto a Vybz Kartel
Tras el 2010, Rvssian y Vybz Kartel se unieron en el sencillo "Straight Jeans and Fitted".
La canción recibió más de 21 millones de reproducciones en YouTube y ganó "Colaboración musical favorita" en los premios Youth View en febrero de 2011.
Como dúo, también trabajaron juntos en "Get Gyal Anywhere", "Cure Fi Badmind", "Look Pon We" y "New Jordans" (ft Rvssian). Este último, se lanzó en 2014 y fue grabado antes de que Vybz Kartel fuera a la cárcel.
En 2010, los rumores de una disputa entre Rvssian y Vybz Kartel salieron a la superficie, pero los artistas se apresuraron a disipar los informes. Ambos han continuado trabajando juntos y Rvssian ha lanzado ya una serie de sencillos de Vybz Kartel, entre ellos están "Ever Blessed, "Hi" y "Mamacita" (Con J Capri), todos lanzados después del encarcelamiento de Kartel. 
Originalmente, Rvssian fue deletreado como RUSSIAN. Este último resultó problemático debido a la ambigüedad y el hecho de que los motores de búsqueda mostraban resultados relacionados con Rusia (El País) y sus ciudadanos (rusos), lo que hacía difícil encontrar Tarik "RUSO" Johnston, productor musical. Esto condujo a Johston a modificar la ortografía, substituyendo la U con la V. La pronunciación de "RUSSIAN" fue conservada en "Rvssian".

## Head Concussion Records
Poco después de fundar su compañía musical Head Concussion Records en diciembre de 2007, Rvssian lanzó una serie de canciones, trabajando en el género musical de Dancehall con los artistas,como Demarco, Tarrus Riley y Blak Ryno. Lanzó el sencillo de Kartel "Life Sweet", seguido de ritmos de dancehall como "Go Go Club", "Remedy" y "Nuh Fear". 
Estos ritmos se convirtieron en éxitos con el ritmo de "Go Go Club" introduciendo nuevos artistas como Merital Family en la escena musical.
Bajo su etiqueta Head Concussion Records, Rvssian continuó lanzando el sencillo de Tarrus Riley "Good Girl, Gone Bad", que contó con la colaboración de Konshens lanzando el tema "Shake", "Sumhn Deh" y mucho más, "Letrista" de Vybz Kartel y "Nuh Strange Face" de Chan Dizzy. Rvssian estableció sus habilidades de canto después de unirse a Vybz Kartel en varios singles que fueron exitosos como "Straight Jeans and Fitted", "Cure Fi Badmind", "Look Pon We", "Yellow Yellow" y "New Jordans".
Después de la detención y condena de Vybz Kartel, Rvssian, cuyo crecimiento en la carrera había sido atribuido a trabajar con el "Dancehall Hero", mantuvo a Head Concussion Records en el mapa global, lanzando a J Capri, una nueva artista dancehall femenina. El productor de  Jamaica lanzó "Whine & Kotch " con Charly Black y J Capri recibiendo mas de 61 millones de vista en Youtube y unos de los temas del dancehall más exitosos. En ese mismo año lanza el tema "Pull up to mi Bumper con la colaboración de Konshens y J Capri recibiendo mas de 29 millones de vistas en el canal oficial de YouTube de el productor Rvssian. "Reverse It" y "Boom 'n" Bend Over " J Capri.
Para en 2016 Rvssian se asocia con el mundo del trap. En 2016 hace "Privado" con  Arcángel, Farruko, Nicky Jam y Konshens.
Al año siguiente, en 2017 lanza temas como "Krippy Kush" con Farruko y Bad Bunny, Consiguiendo más de 799 millones de reproducciones en YouTube.
En Febrero de ese mismo año lanza el tema "Te lo meto yo" (con Pepe Quintana,  Arcángel,  Tempo , Bad Bunny), "Si tú lo Dejas" (con Farruko, Nicky Jam, Bad Bunny y Ko$a).
En 2019 saca el tema "Ponle" con la colaboración de Farruko y J Balvin contando con más de 242 millones de vista en la plataforma de YouTube y fue incluído en el Álbum Gangalee del Cantante Puertorriqueño Farruko.
Para en Septiembre del 2019 el productor de Origen Jamaicano participa junto con el productor Colombiano Ovy On The Drums en el EP de Jesse & Joy, "Electricidad" produciendo 2 temas como "Invisible", y "Si te vas" escritas por el Dúo y el compositor Keityn
Para en inicios de el mes de Septiembre del 2021 lanza el tema con Rauw Alejandro y  Chris Brown "Nostalgico" siendo uno de los temas más escuchados del año 2021.
Para en Febrero del 2022 el productor de Origen Jamaicano participa en el álbum de Rauw Alejandro, "Trap Cake 2" produciendo temas como "Caprichoso", "FCK U X2" y muchos más.

## Premios y reconocimientos
En febrero de 2011 en el "Youth View Awards" Rvssian junto con Vybz Kartel ganó el "Video Favorito de la Música Local del Año" con su sencillo "Straight Jeans and Fitted". Rvssian, también ganó "Productor Favorito" en los Premios YVA 2015.
En 2014, Rvssian ganó una placa de platino por su single en el género del reggaeton "Passion Whine".
También fue reconocido en el "21st Hapilos Digital Awards" por sus contribuciones musicales.